# خايرو بوينو
خايرو بوينو (بالإسبانية: Jairo Bueno)‏ هو لاعب كرة قدم إسباني في مركز الدفاع، ولد في 10 سبتمبر 1998 في إسبانيا. لعب مع فياريال سي ‏.

## وصلات خارجية
- خايرو بوينو على موقع قاعدة بيانات كرة القدم.إي يو (الإنجليزية)
- خايرو بوينو على موقع ناشيونال فوتبول تيمز (الإنجليزية)
- خايرو بوينو على موقع Soccerway.com (الإنجليزية)